# John Doyle (voetballer)
John Doyle (San Jose, 16 maart 1966) is een Amerikaans voormalig voetballer die speelde als verdediger.

## Biografie

### Clubcarrière
Doyle begon zijn loopbaan in de Western Soccer League bij de San Jose Earthquakes en de San Francisco Bay Blackhawks. In 1990 trok Doyle naar waar hij tekende voor de Zweedse club Örgryte IS. In 1992 keerde hij tijdens de zomer voor 6 wedstrijden terug naar de San Francisco Bay Blackhawks. Tijdens het seizoen 1993-1994 speelde Doyle voor VfB Leipzig die net gepromoveerd waren naar de Bundesliga. Doyle speelde 7 wedstrijden mee en kon niet verhinderen dat VfB Leipzig laatste eindigde en terug degradeerde naar de 2. Bundesliga.
Doyle keerde terug naar de Verenigde Staten waar hij tekende voor Atlanta Ruckus in de A-League. Het seizoen nadien begon de MLS en werd Doyle overgenomen door de San Jose Clash, waar hij meteen kapitein werd. In zijn eerste seizoen in de MLS werd Doyle verkozen tot verdediger van het jaar, mede dankzij 11 doelpunten en 15 assists. Doyle speelde tot 2000 voor de San Jose Clash, dat vanaf het seizoen 1999-2000 onder de naam San Jose Earthquakes uitkwam. In 2000 beëindigde Doyle zijn loopbaan.
Van 2008 tot 2016 was Doyle de coach van de San Jose Earthquakes.

### Interlandcarrière
Doyle maakte in 1987 zijn debuut voor het Amerikaans voetbalelftal. In 1988 nam hij met zijn land deel aan de Olympische Spelen in Seoel. Het Amerikaans team kwam op de OS niet verder dan de eerste ronde. Doyle maakte 1 doelpunt op het Olympisch toernooi. 
In 1990 maakte Doyle deel uit van de Amerikaanse selectie op het WK voetbal in Italië. Doyle mocht aantreden in 2 groepswedstrijden. De VS verloor zijn drie poulewedstrijden en werd dan ook in de eerste ronde uitgeschakeld. Doyle speelde zijn laatste interland voor de VS in 1994.

## Erelijst
Amerikaans voetbalelftal
- CONCACAF Gold Cup 1991